# Palazzo Tolomei Biffi
Palazzo Tolomei Biffi, detto anche Del Chiaro, è un edificio storico di Firenze, situato in via de' Ginori 19-21.

## Storia

### I Taddei
Il palazzo presenta una facciata con caratteri architettonici cinquecenteschi, probabilmente realizzata quando era "casa grande" di proprietà di Antonio Taddei, tra il terzo e il quarto decennio di quel secolo.
Tra questo palazzo e il vicino palazzo Taddei si è fatta spesso confusione. Anche questo palazzo venne costruito la stessa famiglia, proprietaria di numerose case in questa zona, tant'è vero che a essa è dedicata via Taddea, ma il committente di questo edificio fu Antonio, non il mecenate e amico di letterati e artisti Taddeo Taddei.
Gli equivoci sono stati alimentati anche dall'episodio del trasferimento di un tabernacolo, opera di Antonio Sogliani, da palazzo Taddei alla casa accanto al palazzo Tolomei Biffi, all'epoca in cui la famiglia israelita Levi venne in possesso del palazzo Taddei. infatti, quando si cercò di individuare il luogo in cui era stato ospite anche Raffaello Sanzio, basandosi sulla descrizione del Vasari che indicava la presenza di un tabernacolo, si indicò lo stabile al numero 17, oltre via Taddea, ignorando lo spostamento dell'edicola avvenuto nella prima metà dell'Ottocento. La lapide che ricorda il soggiorno di Raffaello è quindi collocata nel luogo sbagliato: non solo l'artista non visse nella casetta all'angolo, pure dei Taddei, ma in un palazzo, che inoltre era quello sul lato opposto di via Taddea.
Nel 1561 i Taddei affittarono il palazzo a Lelio Torelli, il giurista che riuscì a dirimere la causa patrimoniale tra Cosimo I e Lorenzino de' Medici, affidando i beni di famiglia al primo.

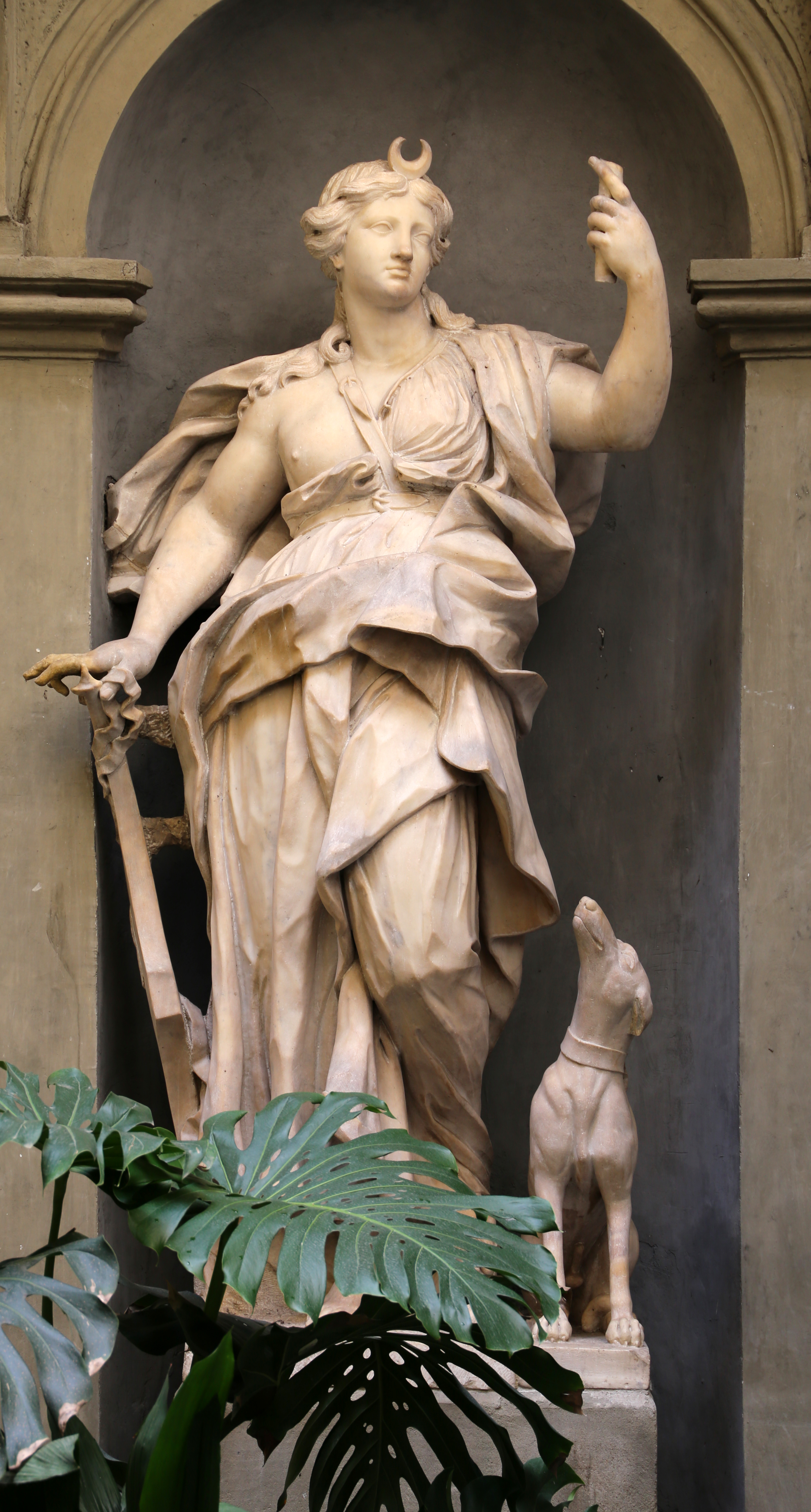
Diana cacciatrice di Giovanni Baratta (1690 circa)

### I Del Chiaro
Nel 1564 il palazzo fu venduto ai Baglioni di Perugia che, nel 1584, lo rivendettero ai Galli. Dopo una ventina d'anni passò poi ai Martelli e dieci anni più tardi (1620) furono i Del Chiaro i nuovi proprietari del palazzo. I Del Chiaro, che anticamente si chiamavano Albizzelli, furono commercianti di seta, ebbero cavalieri dell'Ordine di Santo Stefano e come luogo di sepoltura usarono la chiesa di Santa Maria Maggiore.
Nel 1692-1694, in vista del matrimonio tra Leon Battista del Chiaro con Maria Ugolini, si promossero importanti lavori architettonici che comprendevano anche l'inglobamento di una casa contigua, affidando il cantiere ad Antonio Maria Ferri. Questi provvide ad unificare la preesistenza con l'edificio di più recente acquisizione, portando il fronte da cinque a sette assi (con la nuova addizione posta a destra), semplicemente riproponendo gli elementi cinquecenteschi che già qualificavano la più antica porzione, il tutto "secondo quello spirito di mimetismo architettonico che caratterizza altri interventi del Seicento fiorentino" (Martelli). Con l'ampliamento, il portale originario si trovò in posizione asimmetrica. Al pian terreno vennero inoltre realizzate le tre grandi finestre inginocchiate, con timpani curvilinei su architravi decorate da borchie e triglifi. Fu inoltre ammodernato il cortile con la nicchi e la grotticina. A conclusione dell'opera apposero sulla facciata lo stemma di famiglia, tre "crescenti" rossi e azzurri in campo d'argento.
Nella fase finale dei lavori (1694) si provvide a far eseguire decorazioni a fresco ad impreziosire le sale di rappresentanza.
I Del Chiaro rimasero proprietari dell'edificio fino al 1742, anno dell'estinzione del casato.

### I Tolomei Biffi
Nel 1743 il lussuoso palazzo passò alla Compagnia di San Marco, che lo vendette poco dopo alla famiglia Tolomei di Firenze. Questa antica famiglia fiorentina (da non confondere coi Tolomei di Siena) era originaria di Legri in Val di Marina e se ne ha notizia fin dal 1246, con la cappella e le sepolture nella chiesa di Santo Stefano e con il loro primo priorato nel 1300. Furono chiamati Tolomei Gucci dal nome di Tolomeo di Guccio. Esercitavano il commercio della seta ed avevano interessi economici con molte compagnie bancarie. Divennero nobili nel 1591, dopo aver fondato una commenda dell'Ordine dei cavalieri di Santo Stefano.
Neri di Baccio Tolomei sposò Margherita Frescobaldi che portò in dote tremila scudi, grazie ai quali fu acquistata la casa al numero civico 23 in via de' Ginori, adiacente al palazzo ed essa fu ricostruita allo scopo di farla divenire il palazzo di famiglia. I due palazzi, quello al numero 19 e quello al numero 23, saranno definiti la casa grande e la casa piccola (oggi detta anche palazzo Tolomei).
I Tolomei Gucci divennero Tolomei Biffi perché nell'eredità di Girolamo Biffi, zio di Neri Maria Tolomei, era compreso anche l'obbligo di cambiare il cognome. In seguito a questa eredità, il piano nobile del palazzo fu affrescato e decorato a stucchi dorati per volontà di Neri Maria, che fece anche inquartare i due stemmi Tolomei e Biffi, il primo raffigurante tre pampini d'uva su una banda d'oro in campo azzurro con il capo d'Angiò e il secondo raffigurante un'aquila nera in campo d'oro. Lo stemma dei Tolomei Gucci, composto da tre foglie e da tre gigli posti su quattro pendenti, e dei Biffi è visibile anche sulla cancellata in ferro battuto, dopo il portone.
Nel 1850 Paolo di Neri Maria di Jacopo vendette i due palazzi a Giuseppe Garzoni Venturi, di una famiglia originaria di Lucca, che divenne deputato, sindaco di Firenze e senatore del Regno. Alla morte del Garzoni Venturi i palazzi furono ereditati dalla figlia, moglie di Gian Paolo Poschi Meuron che tenne i due palazzi fino alla prima guerra mondiale. In seguito è passato alla famiglia Isola, che, con grande impegno, ha intrapreso con successo un lungo e paziente restauro dell'intero immobile".
Il palazzo appare nell'elenco redatto nel 1901 dalla Direzione Generale delle Antichità e Belle Arti, quale edificio monumentale da considerare patrimonio artistico nazionale.

## Descrizione

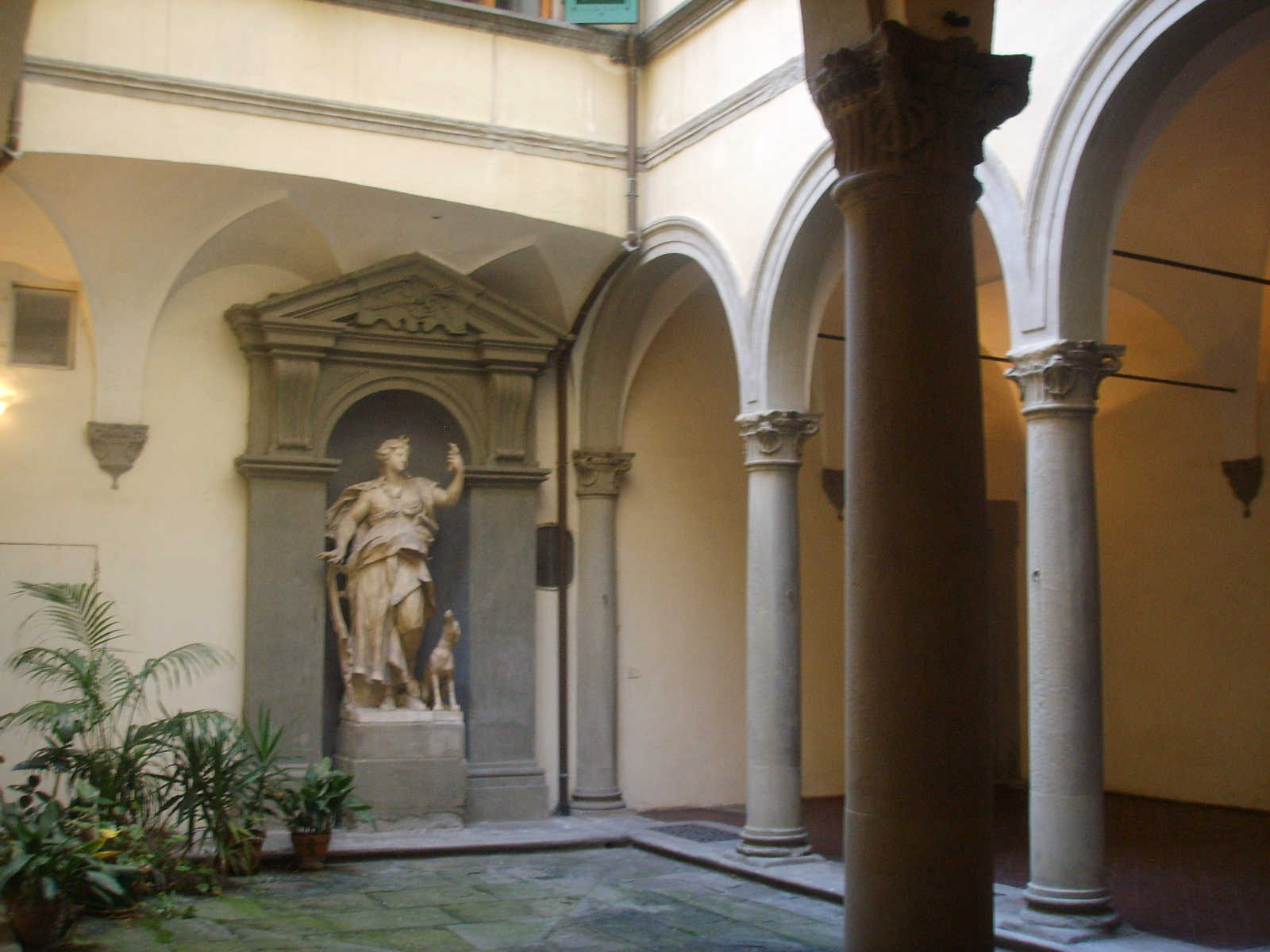
Il cortile

### Esterno
Il fronte del palazzo è di notevole bellezza e si sviluppa per tre piani organizzati, come accennato, su sette assi. Gli elementi architettonici della facciata sono tutti in pietra e spiccano sullo sfondo dell'intonaco chiaro, nel più tradizionale stile fiorentino. Al pian terreno, sull'asse del più antico fronte, è il portone incorniciato da bozze di pietra, affiancato da due grandi finestre inginocchiate; segue a destra un ingresso secondario (segnato con il numero 21) e quindi un'ulteriore finestra. Ai piani superiori si allineano le finestre centinate e ugualmente bugnate. Al centro un grande scudo con l'arme dei Del Chiaro. Notevole anche il portone chiodato di fattura seicentesca, come anche la buchetta per il vino.

### Cortile
Dal portale, listato a bugne poste a raggiera e col concio della chiave di volta cuspidato ("a goccia"), si entra nell'androne voltato che porta allo scalone (decorato da statue di Ercole entro nicchie) e al cortile. Il cortile, che risale all'epoca dei Taddei (prima metà del XVI secolo), ha un loggiato su due lati contigui, con colonne in pietra cinquecentesche che reggono archi a tutto sesto e volte a crociera. Gli altri due lati hanno una struttura sospesa sporgente, addossata alle pareti e retta da lunette e spicchi di volte, raccordate sui peducci. Sia i peducci che i capitelli sono di fattura fiorentina databili a cavallo tra il XV e il XVI secolo.
Il prospetto interno verso il cortile presenta una cornice marcapiano e la linea dei davanzali; qui le finestre "orecchiate" risalgono all'epoca dei Del Chiaro. Su una parete del cortile si trova murata un architrave da camino con lo stemma dei Del Chiaro, proveniente da un'altra dimora della famiglia e risalente ai primi del Cinquecento.
La notevole statua in marmo di Diana cacciatrice col cane, realizzata verso il 1690 da Giovanni Baratta, è l'elemento di maggior pregio del cortile, posta in una nicchia timpanata, quale scenografico punto focale della visione prospettica dal portale.
Sul lato sud si apre, oltre un cancelletto in un vano di poco spessore, una grotticina composta da una nicchia decorata da rocce spugnose e una statua di delfino; anche questa fu fatta realizzare alla fine del XVI secolo da Leon Battista Del Chiaro, secondo la moda allora dominante tra le famiglie nobiliari.

### Interno
Nelle sale di rappresentanza del palazzo i Del Chiaro fecero dipingere affreschi tardobarocchi, chiamando per la galleria Giuseppe Nicola Nasini che qui raffigurò l'Allegoria delle attività mercantili della famiglia Del Chiaro, e per il salone da ballo a doppia altezza Alessandro Gherardini, che vi dipinse il Trionfo di Apollo-Sole (entro cornice a stucco di Giovanni Battista Ciceri), con palese riferimento al cognome Del Chiaro.

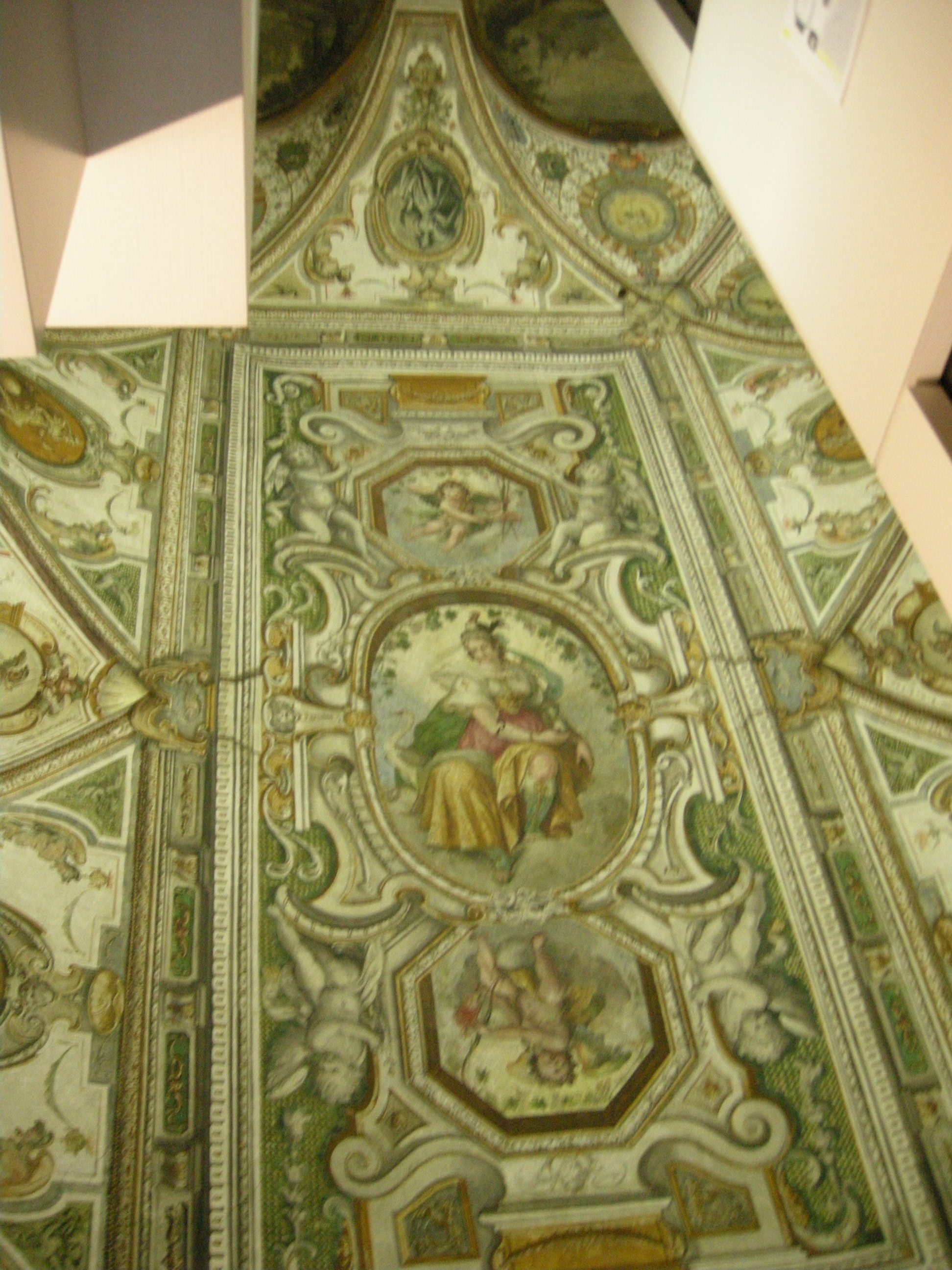
La saletta delle grottesche

Il palazzo ha inoltre al pian terreno una sala affrescata da grottesche e scenette di fine cinquecento, riferibile alla cerchia di Michelangelo Cinganelli, e un quartiere ottocentesco al piano nobile.

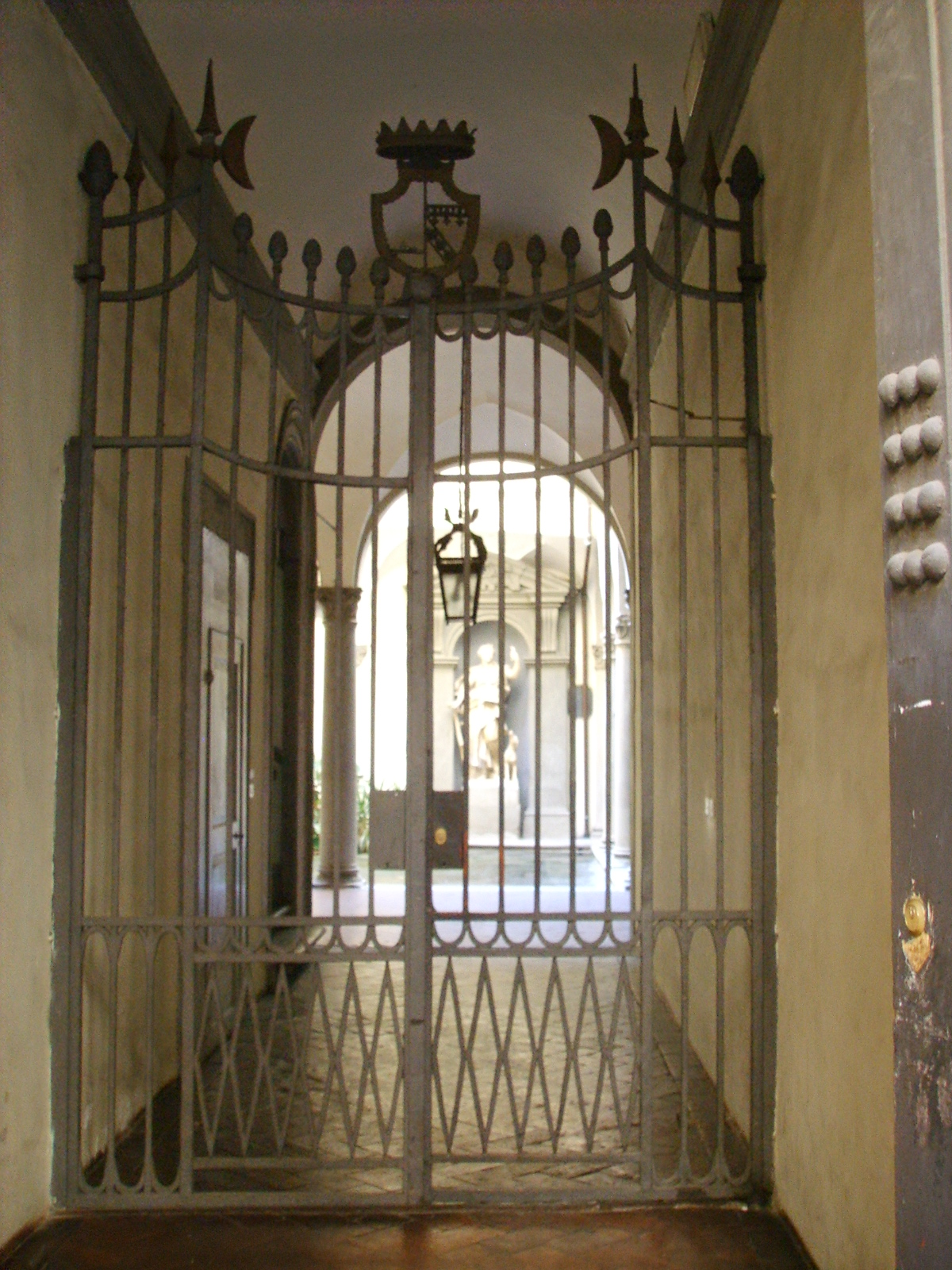
La cancellata
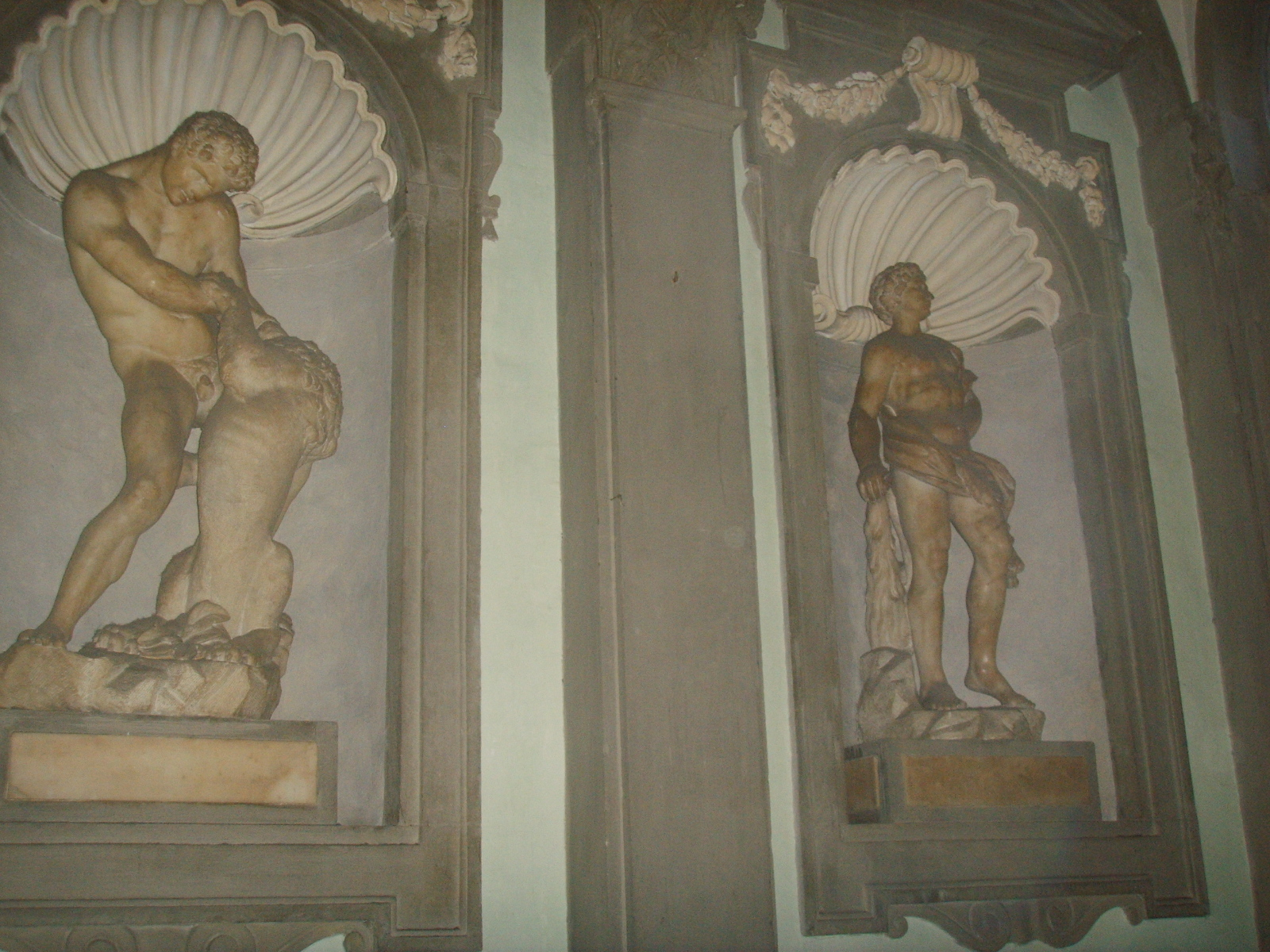
Statue di Ercole nel vano scala
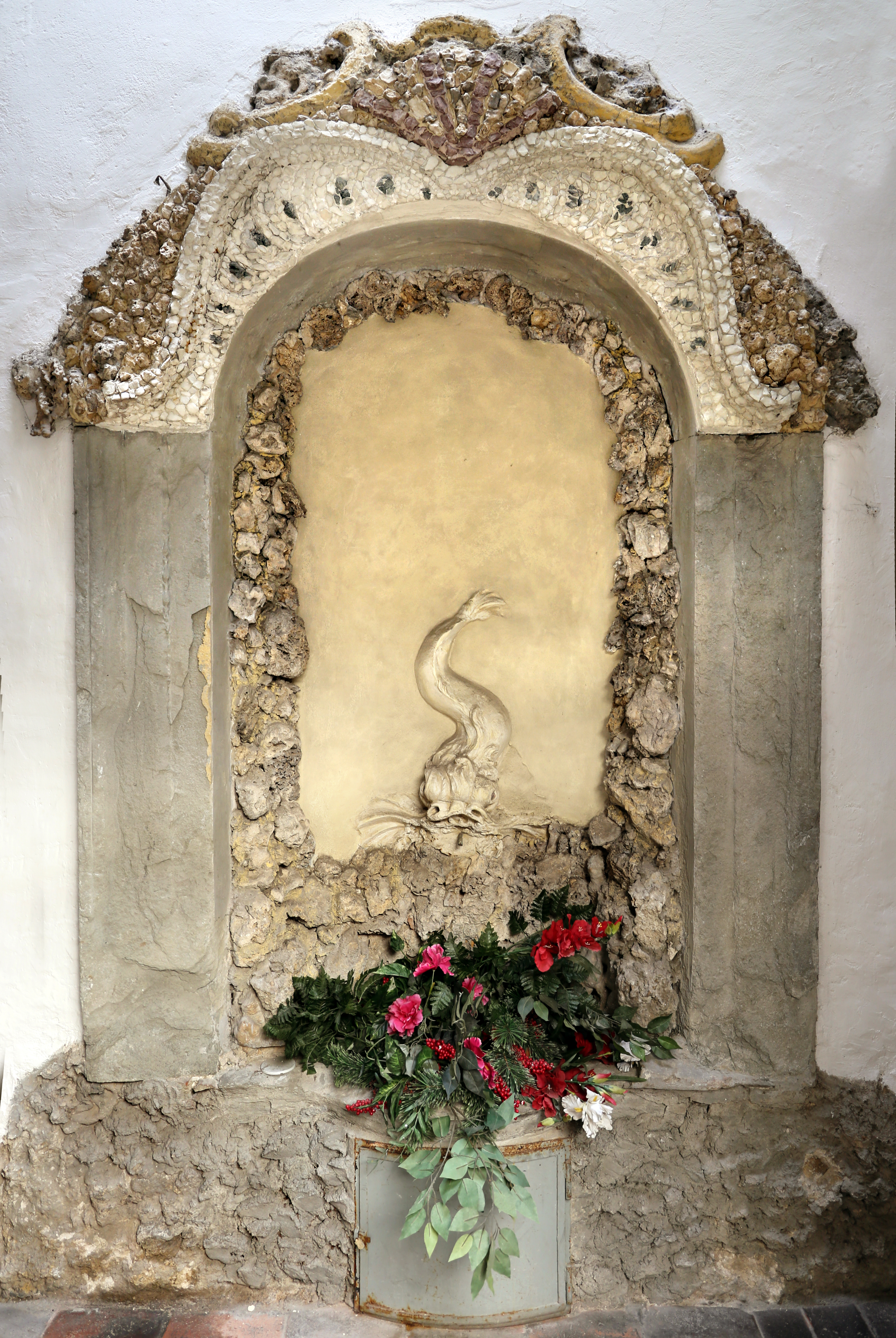
La grotticina
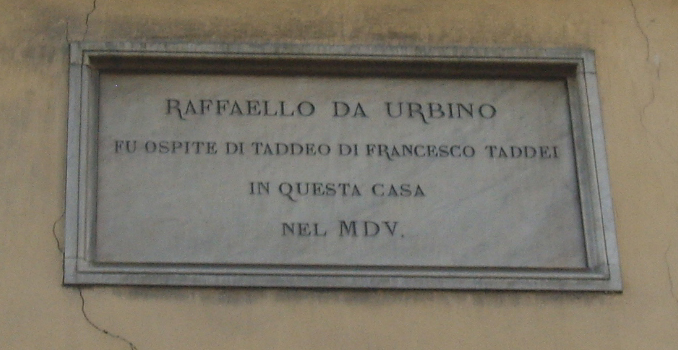
Targa di Raffaello Sanzio